# فینال جام اتحادیه فوتبال انگلستان ۲۰۰۹
فینال جام اتحادیه فوتبال انگلستان ۲۰۰۹، رقابت پایانی جام اتحادیه فوتبال انگلستان در سال ۲۰۰۹ میلادی است که مابین دو تیم باشگاه فوتبال منچستر یونایتد و باشگاه فوتبال تاتنهام در ورزشگاه ومبلی لندن برگزار شده‌است.
این مسابقه که در تاریخ ۱ مارس ۲۰۰۹ انجام شده‌است با نتیجه 0 بر 0 به سود تیم باشگاه فوتبال منچستر یونایتد به پایان رسید.